# Loligo vulgaris
El calamar europeo o calamar común (Loligo vulgaris) es una especie de molusco cefalópodo de la familia Loliginidae. Se encuentra en abundancia desde las aguas del Mar del Norte hasta la costa oeste de África. Esta especie habita desde el nivel del mar hasta una profundidad de 500 metros. Su manto es de hasta 40 cm de largo. La especie está ampliamente explotada por la pesca comercial.

## Descripción

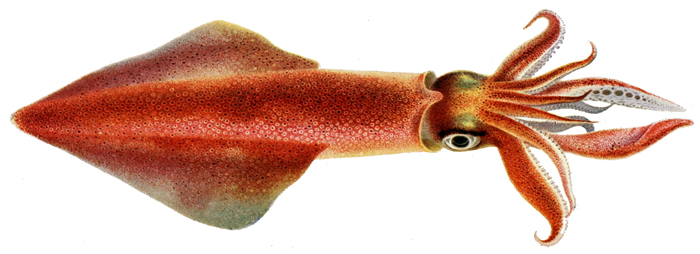
Ilustración de 1913.

El calamar europeo tiene un cuerpo largo y moderadamente delgado y cilíndrico, y las aletas romboidales que conforman las dos terceras partes de la longitud del manto. El borde posterior es ligeramente cóncavo. La cabeza es relativamente pequeña y tiene ojos grandes que están cubiertos con una membrana transparente. Como casi todos los calamares, esta especie tiene diez miembros en torno a la boca y pico: ocho son brazos relativamente cortos, y dos, que forman los tentáculos, son largos, ya que los utilizan para atrapar a sus presas. El cuarto brazo izquierdo es un hectocotylus. El calamar europeo puede crecer hasta 30-40 cm de longitud en el manto, pero por lo general no superan los 15-25 cm de largo. Los machos son generalmente más grandes que las hembras y presentan tasas más rápidas de crecimiento.
El color del calamar europeo es grisáceo transparente o rojizo, dependiendo de la expansión de los cromatóforos en la dermis. 

## Distribución
El calamar europeo es una especie semi-demersal, que realiza distintas migraciones horizontales y verticales, en función del entorno. En el Mar Adriático, este calamar puede vivir en varios sustratos, desde la arena hasta los fondos fangosos.
Loligo vulgaris se encuentra en todo el mar Mediterráneo y en el océano Atlántico desde el mar del Norte hasta el golfo de Guinea. En aguas británicas se encuentran principalmente en el mar de Irlanda, en la costa sur de Inglaterra, y frente al norte de Escocia.

## Desarrollo embrionario

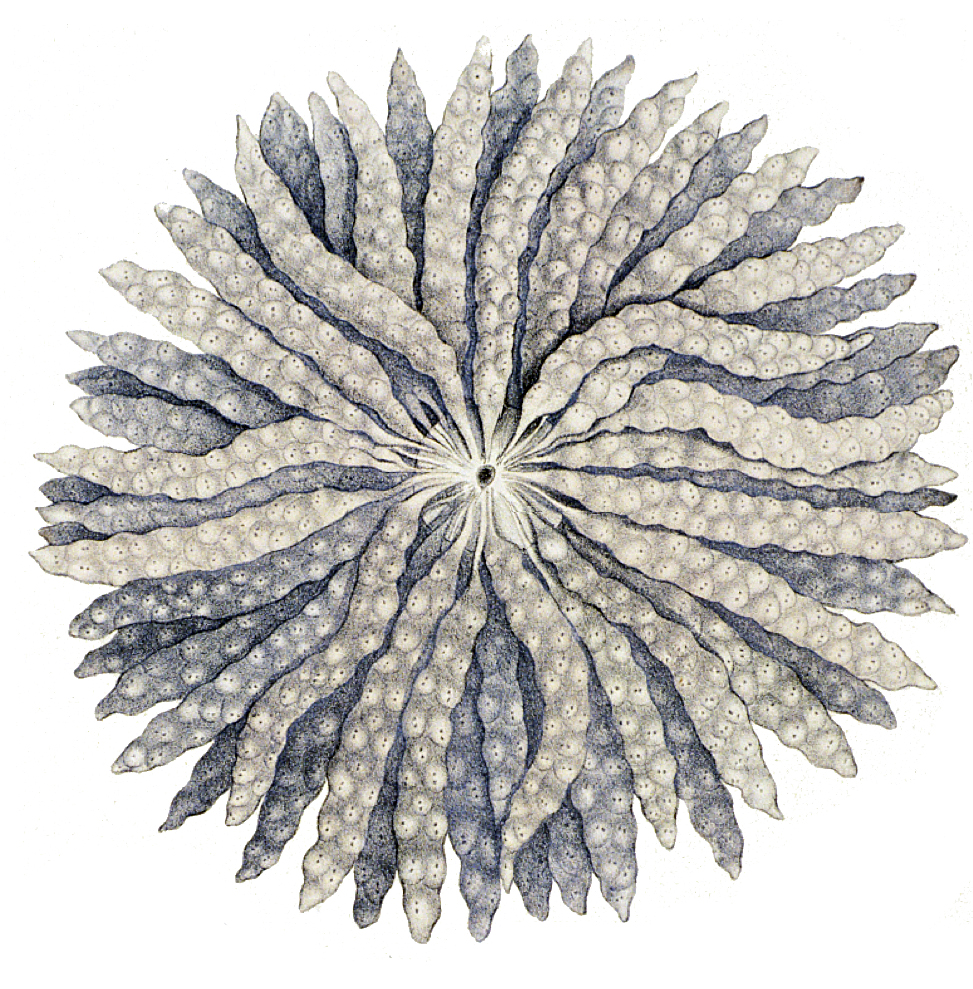
Huevo
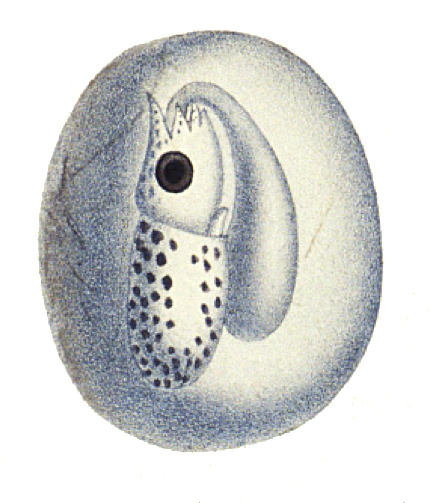
Embrión
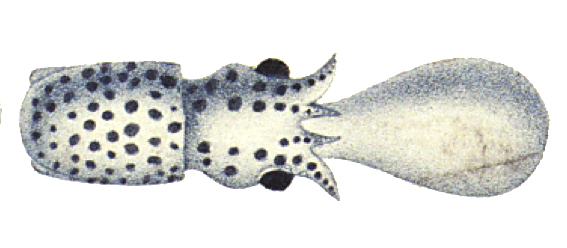
Embrión
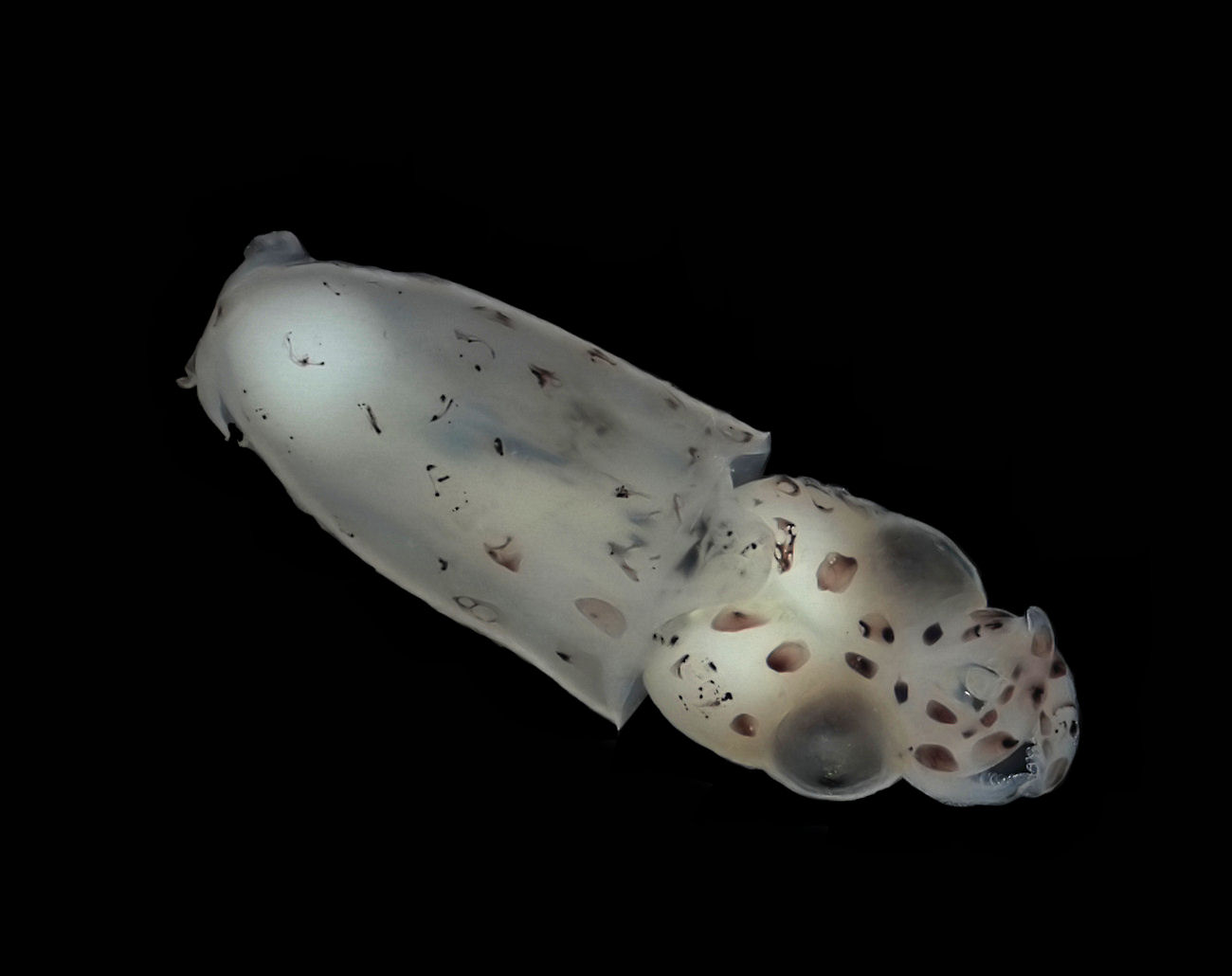
ejemplar juvenil

## Pesca
El calamar europeo es una especie de gran valor comercial. Se captura en la pesca de arrastre en todo el año y, en temporada, en pequeña escala. También es víctima de la pesca deportiva.
En el mar Adriático, la captura total anual de la especie es de alrededor de 1000 o 1500 toneladas. Esto es muy variable y está probablemente relacionado con el ciclo de reproducción anual, que es típico de muchos cefalópodos.